# کنعان (کارون)
کنعان شهری از توابع بخش مرکزی شهرستان کارون دراستان خوزستان است.
این شهر قبلاً روستای قلعه چنعان بوده‌است که در زمستان ۱۳۹۱ تبدیل به شهر کنعان گردید.

شهر قلعه چنعان ۱۳۶۹ش